# Roman Faic
Roman Faic (* 27. května 1965) je bývalý český fotbalista.

## Fotbalová kariéra
V české lize hrál za FC Union Cheb. Nastoupil ve 23 ligových utkáních. Ve druhé nejvyšší soutěži hrál za SC Xaverov Horní Počernice a SK Alfa Brandýs nad Labem.

## Ligová bilance
| Ročník                          | Zápasy | Góly | Klub          |
| ------------------------------- | ------ | ---- | ------------- |
| 1. česká fotbalová liga 1995/96 | 23     | 0    | FC Union Cheb |
| CELKEM                          | 23     | 0    |               |